# Lekkoatletyka masters
Lekkoatletyka masters, kategoria masters w lekkoatletyce, wcześniej lekkoatletyka weteranów – kategoria wiekowa dla lekkoatletów, którzy ukończyli 35. rok życia.

## Definicja
Kategorię wiekową masters w lekkoatletyce definiuje światowy organ zarządzający dyscypliną sportową – World Athletics – w ramach swoich zasad współzawodnictwa (Competition and technical rules). Dwie pozostałe zdefiniowane kategorie to U18 i U20. Każdy atleta osiąga kategorię masters w momencie ukończenia 35. roku życia. Jednocześnie, w tym samym dokumencie, jako organ określający szczegółowe reguły współzawodnictwa w ramach kategorii wskazano na World Masters Athletics.
W imprezach masters zawodnicy rywalizują w kategoriach wiekowych zgrupowanych w bloki po 5 lat, począwszy od 35. roku życia zgodnie z datami urodzenia i według stanu na dzień przeprowadzenia zawodów. Międzynarodowe oznaczenie kategorii dla kobiet to W lub F (w Polsce – K), a mężczyzn to M. Mężczyźni od ukończenia 35. roku życia do dnia przed ukończeniem 40. roku rywalizują w kategorii M35, kobiety W35 (F35). Od ukończenia 40. roku do dnia przed skończeniem 45. lat życia są to odpowiednio kategorie M40 i W40 (F40) itd. W przypadku sztafet i konkurencji drużynowych zawodnicy, w celu uzupełnienia składów, mogą rywalizować w niższych kategoriach wiekowych.
Konkurencje dla zawodników w kategorii w większości nie różnią się od konkurencji uprawnianych przez seniorów. W niektórych przypadkach, w wyższych kategoriach wiekowych, mogą być nieznacznie zmodyfikowane np. niższa wysokość płotka w biegu przez płotki, w konkurencjach rzutowych niższe wagi oszczepów, kul itd., możliwość startu w biegach krótkich z pozycji stojącej i inne.

## Historia
Pierwszą na świecie organizacją skupiającą weteranów był powstały w 1932 roku Veteran's Athletics Club of England. Pierwsze zawody zaczęto rozgrywać, głównie w biegach ulicznych, w latach 60. XX w. w Nowej Zelandii. W 1968 roku powstała organizacja o nazwie Interessen-Gemeinschaft Älterer Langstreckenläufe (IGÄL), która w 1968 roku przeprowadziła pierwsze zawody w maratonie w Holandii dla zawodników z kategorii masters. Rosnąca popularność lekkoatletyki weteranów doprowadziła do powstania w 1965 roku w Stanach Zjednoczonych pierwszego krajowego związku: USA Masters Track and Field Team. W czasie tym za zawodników należących do kategorii uważano osoby powyżej 40 roku życia. Organizacja ta po raz pierwszy wprowadziła kategorie wiekowe rosnące co 5 lat.
W 1975 roku zorganizowano w Toronto pierwsze mistrzostwa świata w lekkiej atletyce weteranów. W 1976 roku powstała światowa organizacja World Association of Veteran Athletes (WAVA, późniejsze World Masters Atheltics (WMA)), która w 1977 roku zorganizowała mistrzostwa świata w szwedzkim Göteborgu. W tym samym roku ustalono w porozumieniu z IAAF, że lekkoatletą-weterenem jest mężczyzna, który ukończył 40 rok życia, a w przypadku kobiet granicę tę ustalono na 35 lat. Poziom ten, dla mężczyzn, obniżono do 35 lat w 2005 roku. W 1978 roku powstała pierwsza organizacja kontynentalna – European Veterans Athletic Association (EVAA, późniejsza European Masters Athletics), która zorganizowała pierwsze mistrzostwa Europy w tym samym roku.
W Polsce w 1990 roku powstał Polski Związek Weteranów Lekkiej Atletyki (późniejsza nazwa: Polski Związek Lekkiej Atletyki Masters), który pierwsze mistrzostwa Polski zorganizował w 1991.

## Rekordy świata w kategorii masters ustanowione przez Polaków
Według stanu na 15 czerwca 2024 roku, reprezentanci Polski masters posiadali następujące rekordy świata w następujących dyscyplinach i kategoriach wiekowych:
| Konkurencja       | Sportowiec           | Wynik | Data, miejsce        | Kategoria wiekowa |
| ----------------- | -------------------- | ----- | -------------------- | ----------------- |
| 100 m             | Stanisław Kowalski   | 34.50 | 27.06.2015, Toruń    | M105              |
| Rzut dyskiem      | Stanisław Kowalski   | 7.50  | 27.06.2015, Toruń    | M105              |
| Rzut oszczepem    | Genowefa Patla       | 41.14 | 29.03.2023, Toruń    | W60               |
| Rzut młotem       | Anita Włodarczyk     | 78.48 | 08.03.2021, Tokio    | W35               |
| Rzut młotem       | Jerzy Jabłoński      | 51.88 | 28.03.2023, Toruń    | M75               |
| Pięciobój rzutowy | Anna Włodarczyk      | 4390  | 08.08.2002, Orono    | W50               |
| Pięciobój rzutowy | Kazimierz Bułczyński | 3646  | 12.06.2010, Koszalin | M80               |
| Chód na 10 km     | Robert Korzeniowski  | 38:39 | 12.06.2004, Kraków   | M35               |